# Feuerstellung

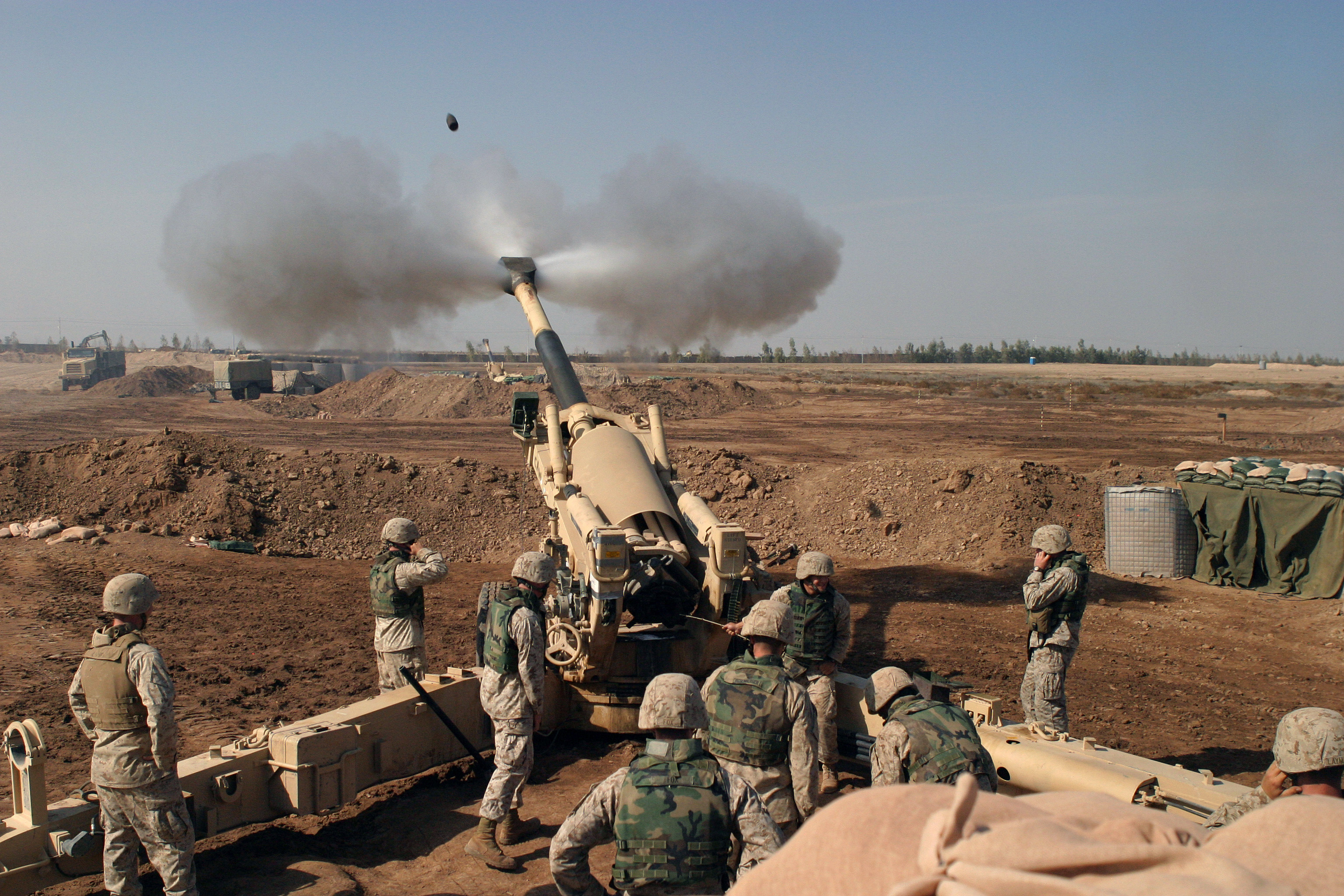
US-amerikanische Feldhaubitzen im Feuerkampf aus der Feuerstellung

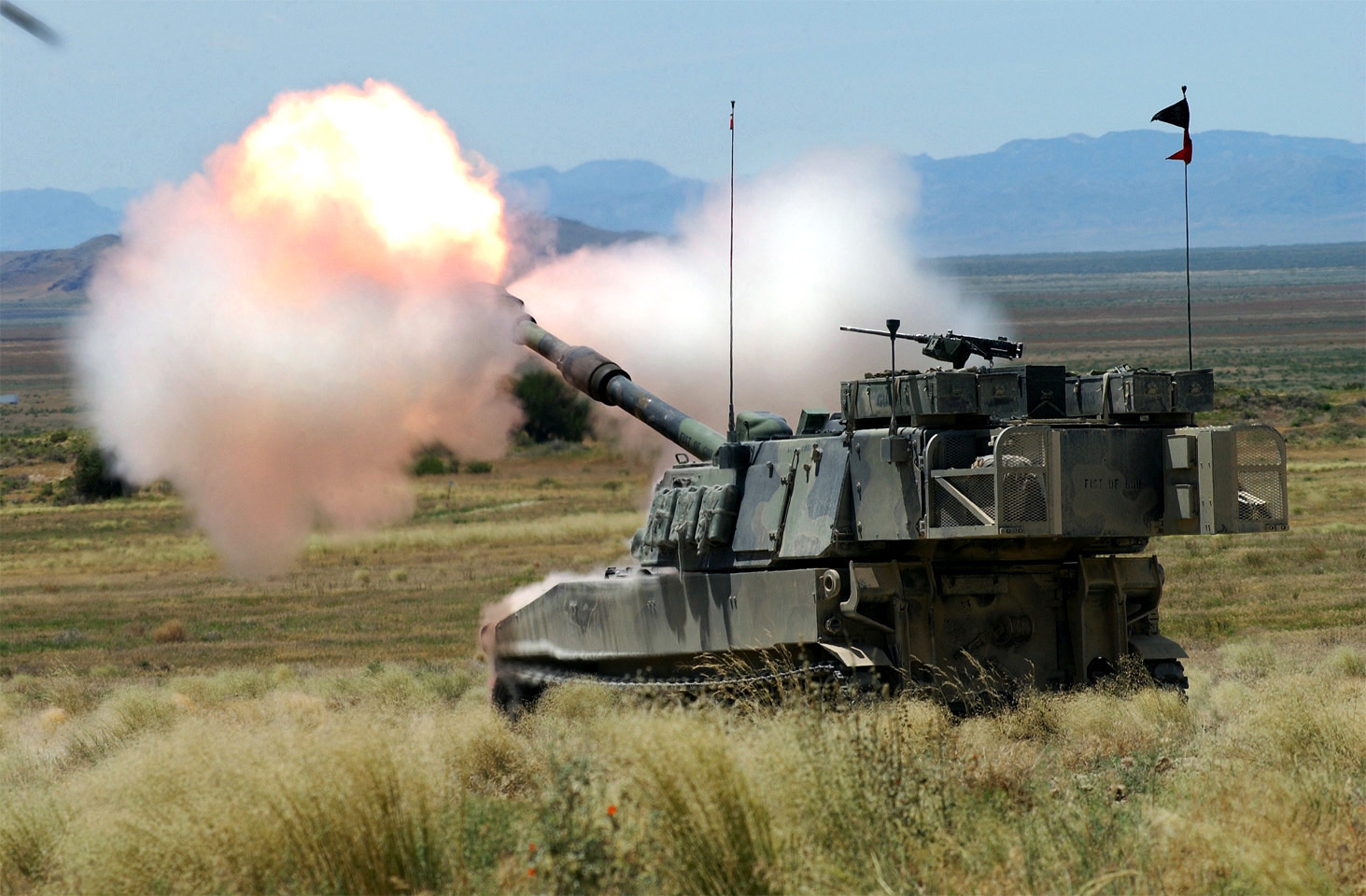
Panzerhaubitze M109 in Feuerstellung

Als Feuerstellung im allgemeinen Sinn wird ein Geländeabschnitt bezeichnet, in dem ein oder mehrere Waffensysteme der Artillerie, Panzer- bzw. Flugabwehr, Raketenwaffen, Mörser oder Raketenwerfer mit dem dazugehörigen Führungs- und Unterstützungsorganen in Stellung gehen. Da der Begriff Feuerstellung auch den Platz bezeichnet, von dem aus ein einzelnes dieser Waffensysteme seine Feueraufträge ausführt bzw. den Feuerkampf führt, spricht man im Zusammenhang mit der Raumordnung für das Gefecht auch von Feuerstellungsräumen.

## Struktur
Feuerstellungen werden grundsätzlich vorerkundet. Die Feuerstellungen der Artillerie werden je nach Gefechtsart so gewählt, dass ca. ein bis zwei Drittel der Schussentfernung ins Feindgebiet hinein reichen. In und bei der Feuerstellung der herkömmlichen Artillerie und Mörser befinden sich neben den Waffensystemen auch der Batterieoffizier/-chef, die Zugführer, die Feuerleitstelle, Munitionsfahrzeuge, der Sanitätstrupp und der Erkunder- oder Richtkreistrupp. Letzterer hat die Feuerstellung nach Lage und Höhe vermessen, die Waffensysteme eingerichtet und so zu sicheren Schießgrundlagen beigetragen. Für autonome Waffensysteme wie z. B. der PzH 2000 und des MARS entfällt die Vermessung und das Einrichten.
In Lagekarten erfolgt eine Darstellung mittels militärischer Symbole.